# Muscolo scaleno medio
Il muscolo scaleno medio, o muscolo medioscaleno, è un muscolo del collo, pari e simmetrico, del gruppo dei muscoli scaleni.

## Origine, decorso ed inserzione
Si tratta di uno dei tre muscoli scaleni, ed è il più largo e più lungo di essi. Origina tra il tubercolo anteriore e quello posteriore dei processi trasversi delle vertebre cervicali (dalla seconda alla settima (C2-C7), ma talvolta anche dall'atlante C1) e si inserisce sulla faccia superiore della prima costa, dietro l'incisura per l'arteria succlavia.
Anteriormente ad esso, oltre alla succlavia, passa il plesso brachiale.

## Azione e innervazione
Lo scaleno medio è innervato dai rami anteriori dei nervi cervicali da C3 a C8; se contratto, solleva la prima costa e funge da muscolo inspiratorio oppure, prendendo punto fisso sulla costa, inclina la colonna dal proprio lato e la ruota dall'altro.